# Temnorhynchus raffrayi
Temnorhynchus raffrayi är en skalbaggsart som beskrevs av Leon Fairmaire 1887. Temnorhynchus raffrayi ingår i släktet Temnorhynchus och familjen Dynastidae. Inga underarter finns listade i Catalogue of Life.